# Church Warsop
Church Warsop – wieś w Anglii, w hrabstwie Nottinghamshire, w dystrykcie Mansfield. Leży 29 km na północ od miasta Nottingham i 202 km na północ od Londynu.